# Al-Hawajidż
Al-Hawajidż – wieś w Syrii, w muhafazie Dajr az-Zaur. W 2004 roku liczyła 4137 mieszkańców.